# Advocats Europeus Demòcrates
Advocats Europeus Demòcrates (AED) és una associació creada el 1987 com a confederació de sindicats i associacions d'advocats. Els estatuts foren aprovats a Estrasburg el 1990. Pretén defensar els drets dels advocats preservant la seva independència de qualsevol poder polític en el marc d'una Europa democràtica. August Gil Matamala va ser un dels presidents.

## Membres
- Syndicat des Avocats de France (S.A.F.)
- Confederazione Nazionale Delle Associazoni Sindacali Forensi d'Italia
- Republikanischer Anwältinnen und Anwälteverein (RA V)
- Associació Catalana per a la Defensa dels Drets Humans
- Vereniging Sociale Advokatuur Nederland (VSAN)
- Syndicat des Avocats pour la Démocratie (S.A D. - Bèlgica)
- Asociación Libre de Abogados (ALA - Madrid)
- Euskal Herriko Abokatuen Elkartea (ESKUBIDEAK)
- I. D. F. Iniziativa Democratica Forense (Italie)
- Legal Team Italia (L.T.I. - Italie)